# Saskia van Uylenburgh

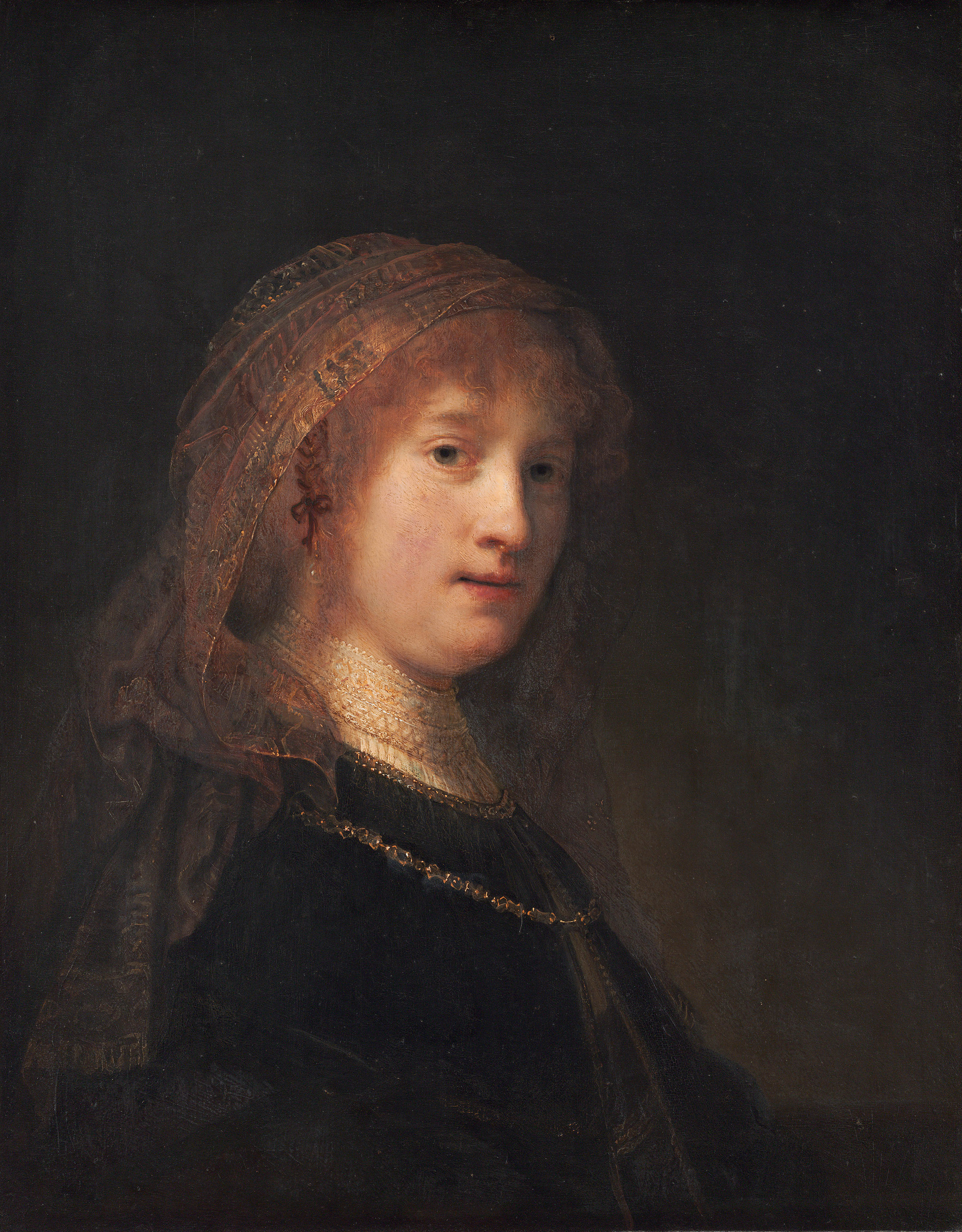
Saskia van Uylenburgh

Saskia van Uylenburgh (ur. 2 sierpnia 1612, zm. 14 czerwca 1642) – córka burmistrza fryzyjskiego, żona Rembrandta.

## Życiorys
Saskia van Uylenburgh urodziła się w Leeuwarden, była najmłodszym spośród ośmiorga dzieci Rombertusa van Uylenburgh, burmistrza Leeuwarden i jednego z  założycieli uniwersytetu w Franeker. W wieku 12 lat została sierotą. Rembrandta poznała przez swojego bliskiego krewnego (kuzyna lub wuja/stryja), Hendricka van Uylenburgh, marszanda, u którego ów pracował. Ślub odbył się 22 czerwca 1634 roku.
Saskia często pozowała do obrazów Rembrandta. Zmarła w 1642 roku, prawdopodobnie na gruźlicę. Została pochowana w Oude Kerk w Amsterdamie.
Imieniem Saskii van Uylenburgh nazwano jeden z kraterów na Wenus, a także planetoidę (461) Saskia.